# Cerkiew Zaśnięcia Matki Bożej Pyrohoszczy w Kijowie

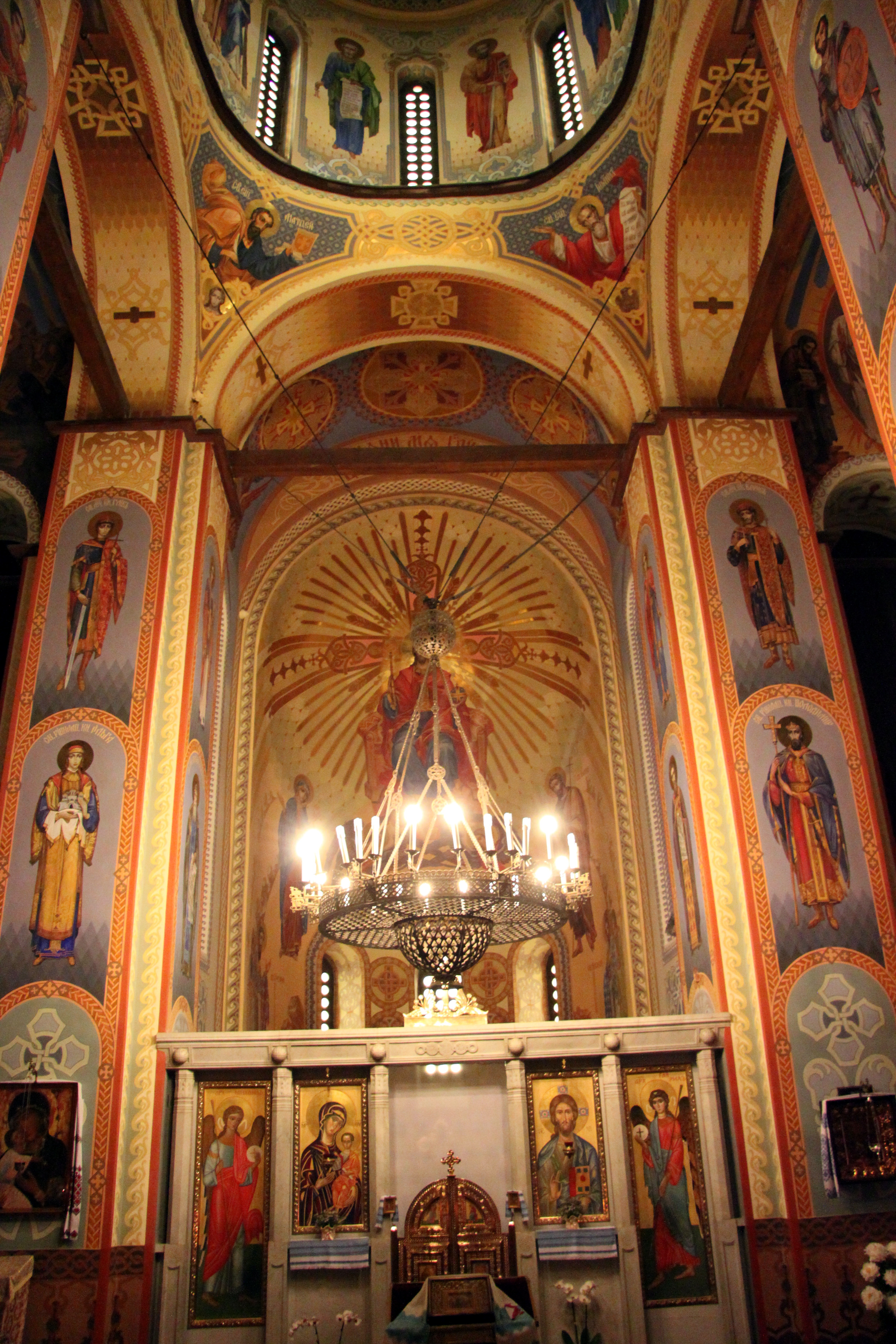
Wnętrze świątyni

Cerkiew Zaśnięcia Matki Bożej – prawosławna cerkiew w Kijowie, przy placu Kontraktowym, w dzielnicy Padół. Działająca przy niej parafia pozostaje w jurysdykcji eparchii kijowskiej Kościoła Prawosławnego Ukrainy (do 2018 r. Ukraińskiego Kościoła Prawosławnego Patriarchatu Kijowskiego).

## Historia
Pierwotne świątynia została zbudowana na targu na Padole przez Mścisława i Jaropełka, synów Włodzimierza Monomacha. Była to pierwsza w Kijowie cerkiew wzniesiona w całości z cegły, bez użycia kamieni. Świątynia nie poniosła strat podczas mongolskiego najazdu na Kijów, dopiero w 1482 zniszczyły ją wojska tatarskie pod wodzą Mengli Gireja. Została odbudowana w 1613 w stylu renesansowym, według projektu włoskiego architekta Bracciego. W latach 1651 i 1718 budynek niszczyły pożary. Kolejna przebudowa cerkwi miała miejsce w latach 70. XVIII wieku, według projektu Iwana Hryhorowicza-Barskiego (architekt ten po śmierci został pochowany właśnie w cerkwi Zaśnięcia Matki Bożej). 
W XVII stuleciu, pełniąc nieprzerwanie funkcje sakralne, cerkiew mieściła dodatkowo kijowskie archiwum miejskie. Była to najważniejsza cerkiew na kijowskim Padole; działały przy niej przytułek dla ubogich i szkoła.
Po kolejnych dwóch pożarach świątyni w 1808 i 1811 kolejnej przebudowy świątyni dokonał Andriej Mielenski, tym razem w stylu klasycystycznym. W 1835 dostawiono natomiast trójkondygnacyjną dzwonnicę zwieńczoną polisferyczną kopułą i wysoką iglicą. Po wszystkich przebudowach cerkiew pozostawała świątynią krzyżowo-kopułową, z trzema absydami i jedną kopułą. Jej elewacje zdobiły rzędy kolumn w porządku doryckim, na fasadzie frontowej znajdował się tympanon. W końcu XIX wieku na południowy zachód od cerkwi wzniesiono kaplicę (czasownię) w stylu rosyjsko-bizantyjskim. 
Od 1934 r. cerkiew była przez kilka miesięcy głównym soborem katedralnym autokefalicznego Ukraińskiego Kościoła Prawosławnego; służył w niej jego ostatni zwierzchnik, metropolita Iwan Pawłowski.   
Również w 1934 r. stolica Ukraińskiej SRR została przeniesiona z Charkowa do Kijowa. W związku z tym władze postanowiły nadać miastu "bardziej socjalistyczny wygląd", co oznaczało również niszczenie obiektów sakralnych. Jeszcze w 1934 r. zburzono sobór św. Mikołaja w Kijowie, zaś w roku następnym na polecenie władz stalinowskich zniszczono całą grupę historycznych prawosławnych świątyń: cerkwie Dziesięcinna, Narodzenia Pańskiego, św. Mikołaja Dobrego, Trzech Świętych Hierarchów, monastery św. Michała Archanioła o Złotych Kopułach oraz Objawienia Pańskiego. Analogiczny los spotkał cerkiew Zaśnięcia Matki Bożej Pyrohoszczy. 
W latach 1976–1979 odsłonięte zostały fundamenty świątyni, pojawiła się również koncepcja, by odbudować ją z przeznaczeniem na muzeum Słowa o wyprawie Igora (cerkiew jest wspomniana w tym utworze). Ostatecznie jednak cerkiew odbudowano dopiero w latach 1997–1998, w pierwotnej postaci z XII wieku, i natychmiast po zakończeniu prac przywrócono do użytku liturgicznego. Świątynię użytkował Ukraiński Kościół Prawosławny Patriarchatu Kijowskiego; od 2018 r. cerkiew należy do Kościoła Prawosławnego Ukrainy.

## Nazwa
Etymologia słowa Pyrohoszcza w nazwie świątyni odnoszącego się do Matki Bożej nie jest jednoznacznie wyjaśniona. Według jednej z wersji wskazuje ono na ufundowanie budowli przez handlujących na Padole – powstanie cerkwi za pieniądze (pyroh, dosł. pieróg, chleb) kupców (hoszczy). Inne wyjaśnienie zakłada, że po wzniesieniu budynku umieszczono w nim cudowną ikonę maryjną przywiezioną z Bizancjum i określaną po grecku pirgotissa, co wskazywałoby na przechowywanie w baszcie, wieży. Słowo to miałoby na Rusi zostać zniekształcone na pyrohoszcza.